# Saint-Remy-la-Calonne
Saint-Remy-la-Calonne [sɛ̃ ʁemi la kalɔn] ist eine französische Gemeinde mit 99 Einwohnern (Stand 1. Januar 2022) im Département Meuse in der Region Grand Est (bis 2015 Lothringen). Sie gehört zum Kanton Étain (bis 2015: Kanton Fresnes-en-Woëvre) im Arrondissement Verdun.

## Geografie
Die Gemeinde liegt etwa 20 Kilometer südöstlich von Verdun am Westrand der Landschaft Woëvre im Regionalen Naturpark Lothringen. Das Gemeindegebiet wird von dem Flüsschen Longeau durchflossen, das über den Yron und die Orne in die Mosel und über den Rhein in die Nordsee entwässert. Nachbargemeinden von Saint-Remy-la-Calonne sind Combres-sous-les-Côtes im Nordosten, Herbeuville im Osten, Dommartin-la-Montagne im Süden, Vaux-lès-Palameix im Südwesten, Mouilly im Westen sowie Les Éparges im Nordwesten.

## Geschichte
Saint-Remy-la-Calonne gehörte zum Herzogtum Bar, das mit dem Herzogtum Lothringen im 17. Jahrhundert von Frankreich annektiert wurde. 1632 fielen viele Einwohner einer Pestepidemie zum Opfer. Im Ersten Weltkrieg war der Ort 1914 zweimal Schauplatz von Gefechten zwischen französischen und deutschen Truppen und danach deutsch besetzt. 
Die 1732 erbaute Kirche Saint-Remy wurde im Ersten Weltkrieg ebenso wie das Dorf zerstört, jedoch 1926 wiederaufgebaut. Das Lavoir des Dorfes wurde 1920 nach den alten Vorlagen wiederhergestellt.
1940 wurde Saint-Remi-la-Calonne erneut von deutschen Truppen besetzt und Ort einer Kommandantur. Im September 1944 befreiten US-amerikanische Truppen das Dorf.

### Bevölkerungsentwicklung
| Jahr      | 1962 | 1968 | 1975 | 1982 | 1990 | 1999 | 2006 | 2019 |
| Einwohner | 66   | 50   | 43   | 44   | 47   | 63   | 69   | 104  |

## Sehenswürdigkeiten
- Kirche
- Lavoir (ehemaliges Waschhaus)

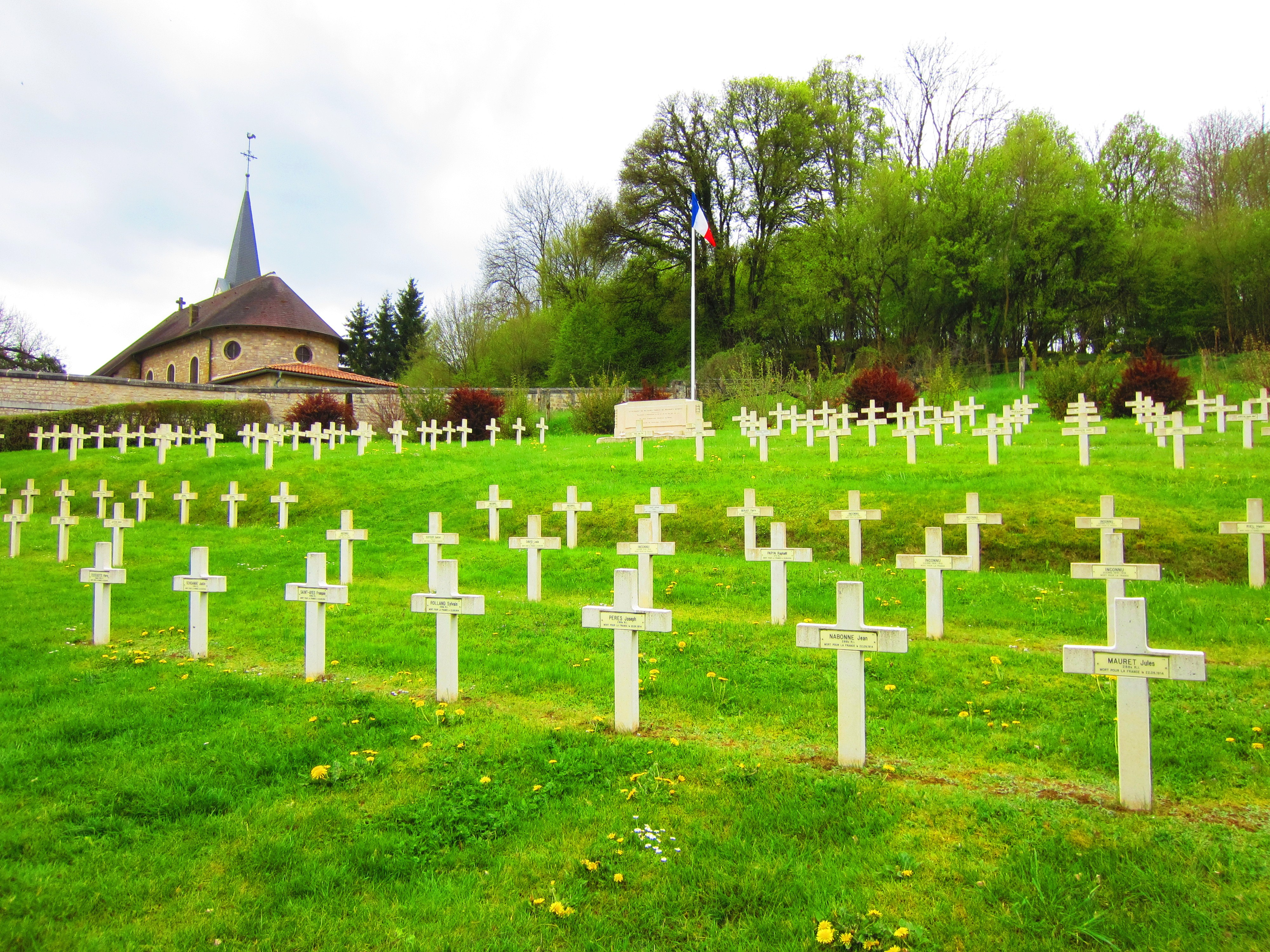
Französischer Militärfriedhof in Saint-Rémy, letzte Ruhestätte von Alain-Fournier
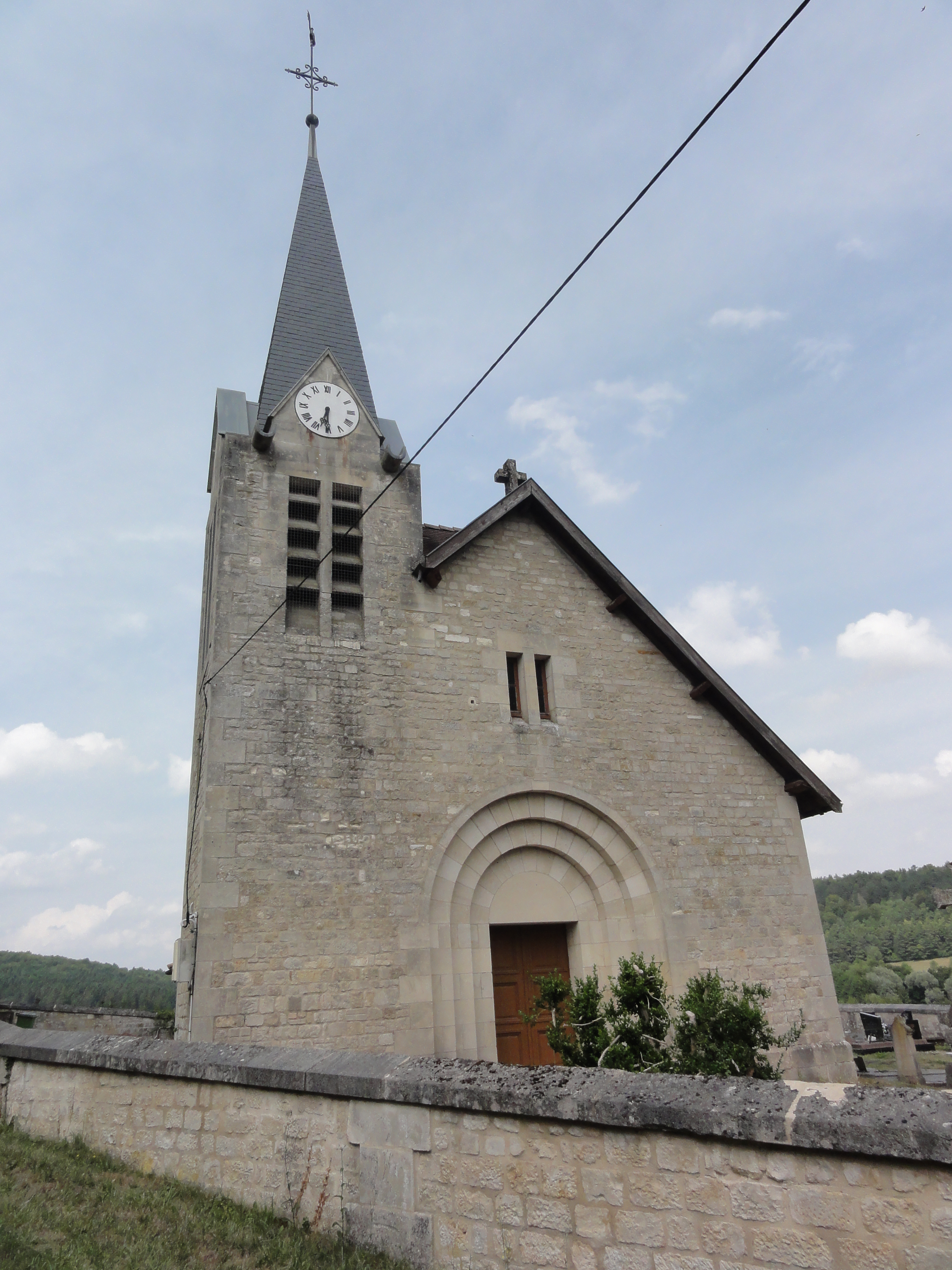
Kirche Saint-Remy

### Kriegsgräber
- Nationale Kriegsgräberstätte mit 203 französischen Opfern des Ersten Weltkriegs, von denen lediglich 86 identifiziert werden konnten. Dort befindet sich das Grab des Schriftstellers Alain-Fournier (1886–1914), dessen sterbliche Reste 1991 identifiziert und auf den französischen Soldatenfriedhof umgebettet wurden.
- Deutscher Soldatenfriedhof im Wald des Dorfes mit zwölf Gräbern.
- Gedenkstätte in der Nähe der Dorfkirche für Alain-Fournier, der am 22. September 1914 fiel, und seine 20 Kameraden.